# Pomponius Desideratus
Pomponius Desideratus (sein Praenomen ist nicht bekannt) war ein im 3. Jahrhundert n. Chr. lebender Angehöriger des römischen Ritterstandes (Eques).
Durch eine Weihinschrift auf einem Altar, der beim Kastell Banna gefunden wurde und der auf 270/273 datiert ist, ist belegt, dass Desideratus Tribun der Cohors I Aelia Dacorum war, die zu diesem Zeitpunkt in der Provinz Britannia stationiert war. Desideratus weihte den Altar der Gottheit Cocidius; zu einem späteren Zeitpunkt wurde der Altar dem Jupiter gewidmet.